# 庫托爾日哈
49°45′26″N 33°12′48″E / 49.75722°N 33.21333°E
庫托爾日哈（烏克蘭語：Куторжиха），是烏克蘭中部的村莊，隸屬波爾塔瓦州的盧布尼區。該村距離謝列德內、新拜拉克和佩特拉基伊夫卡0.5公里，海拔高度122米，2001年人口258。